# 儀明信號場
儀明信號場（日语：／ Gimyō shingōjō */?）位於新潟縣十日町市松代町儀明，是北越急行北北線的號誌站。

## 車站構造
- 位於鍋立山隧道內，設置一主線與一待避線。

## 用途
- 作為列車交會的場所，待避時會進行車內驗票的工作。即使在2015年3月14日特快列车“白鹰号”停运之后，该信号站仍然继续用于列车交会。

## 歷史
- 1997年3月22日　北北線通車時設立。

## 鄰近車站
北越急行
松代 - 儀明號誌站 - 北北大島